# 飛騨高山市民花火大会
飛騨高山市民花火大会（ひだたかやましみんはなびたいかい）は、岐阜県高山市で例年8月の第1土曜日に開催される花火大会。
主催は岐阜新聞・岐阜放送。

## 会場
- 高山市上岡本町（アルプス展望公園「スカイパーク」）

## 概要
- 1958年（昭和33年）から開催されている花火大会である[1]。長らく例年7月30日に岐阜新聞飛騨高山花火大会として宮川河畔の宮川緑地公園（高山市桐生町）で行われていたが[2]、2022年（令和4年）より会場を高山市の高台であるアルプス展望公園スカイパークに変更。同時に飛騨高山市民花火大会に改称し、開催日も8月の第1土曜日に変更された[1][3]。
- 打ち上げ数は約2,000発。午後7時30分から開始し、午後8時15分に終了。
- 会場のアルプス展望公園スカイパーク（高山市上岡本町7丁目417-1）は高山市の公園であり、標高570mの市街地を見下ろす高台である。これは高山市中心部（旧・高山市）から望める場所であり、多くの市民に花火を楽しんでもらうためである。また、会場には観覧席、駐車場は設けられない[4]。
- 岐阜県内で岐阜新聞及び岐阜放送が主催（又は後援）する花火大会、「岐阜新聞・岐阜放送花火シリーズ」の一つである。